# Mike Starr (musiker)
Michael Christopher "Mike" Starr, född 4 april 1966 i Honolulu, Hawaii, död 8 mars 2011 i Salt Lake City, Utah, var en amerikansk basist. Han spelade i Alice in Chains, men medverkade även som basist i supergruppen Sun Red Sun.

## Diskografi
- Alice in Chains – We Die Young (1990)
- Alice in Chains – Facelift (1990)
- Alice in Chains – Sap (1992)
- Alice in Chains – Dirt (1992)
- Sun Red Sun – Sun Red Sun (1993)
- Alice in Chains – Music Bank (1999)
- Alice in Chains – Nothing Safe: Best of the Box (1999)
- Alice in Chains – Live (2000)
- Alice in Chains – Greatest Hits (2001)
- Alice in Chains – The Essential Alice in Chains (2006)